# Daniel de La Touche
Daniel de La Touche, sob o título de Senhor de La Ravardière, foi um experiente Lugar-tenente General da Marinha Francesa do século XVII. Nobre, de religião protestante, liderou a expedição francesa que, em 1612, deu início as pretensões de colonização no Norte do Brasil. Denominada de França Equinocial, teve seu marco na fundação do "Fort Saint Louis" (Forte de São Luís), sendo o atual "Palácio dos Leões" o núcleo do antigo forte. O Palácio abriga atualmente sede do governo do estado do Maranhão, que por sua vez fica em São Luís, ocupando o título de capital do estado. La Touche oriundo de Poitou, na região do Loire, viveu grande parte de sua vida em Cancale com sua esposa, cidade portuária próxima de Saint-Mailo, no Norte da França, na região da Bretanha.
O edifício da prefeitura de São Luís chama-se Palácio de La Ravardière em sua homenagem.

## A expedição
Na época o rei da França era Henrique IV, a quem La Touche teria convencido sobre a importância de tomar posse das regiões não ocupadas pelos portugueses. La Touche conhecia bem a região pois em 1604 havia explorado as costas da Guiana com o navegador Jean Mocquet. Porém Henrique faleceu, deixando como sucessor seu filho Luis XIII, ainda criança. A viúva de Henrique, Maria de Médici, assumiu a regência e, sendo de religião católica, impediu a expedição pelas diferenças religiosas com La Touche.
Depois de algumas barganhas na corte, tendo angariado fundos com o almirante François de Rossilly, Senhor Almers (líder católico), e o senhor de Sancy, Nicolau de Herley, La Touche partiu de Cancale, em Março de 1612, com uma caravela e duas naus: "Saint-Anne", "Régente" e "Charlote", tripuladas por 500 homens, entre eles frades capucinhos, viajando por cinco meses completos, enfrentando os dissabores do mau tempo. Chegou em setembro do mesmo ano à "Montanha dos Canibais", um ponto elevado na Ilha Grande, domínio dos Tupinambás.

## Papagaios Amarelos
A saga é contada em detalhes no livro de Maurice Pianzola, "Les Perroquets Jaunes" (Os Papagaios Amarelos, traduzido em português), subtítulo de "Franceses à Conquista do Brasil / XVII Século", que foi adaptado ao cinema, em 2002 e assim produzido filme e documentário, sob a direção da suiça Emmanuelle de Riedmatten. Os tupinambás chamavam os franceses de papagaios amarelos, por serem loiros/ruivos e tagarelas diferentemente dos portugueses.
Para os indígenas, os franceses já não eram estranhos e as novas terras, já não eram tão novas assim para os franceses, pois anos antes Jacques Riffau havia comandado uma expedição que se fixou por um certo tempo na mesma ilha, da atual São Luís. Tendo voltado à França, deixou seu lugar-tenente, Charlex de Vaux, cuidando da feitoria instalada, quem aprendeu a linguagem dos nativos. Como seu comandante demorava para retornar, esse também partiu para a França. O próprio La Touche já havia passado por aquelas terras em duas oportunidades anteriores.
Os franceses se coligaram aos tupinambás, o que os ajudaram a erguer a fortificação e uma pequena aglomeração de residências, já na expedição de La Touche, porém não foi o bastante para fazer frente a ofensiva portuguesa, liderada por Jerônimo de Albuquerque Maranhão e Alexandre de Moura, que expulsou os franceses da região no final do ano de 1615.

## Carta Patente
Pode-se observar um trecho de documento oficial da corte francesa delegando a La Touche poderes de colonização ao sul da Guiana: "de La Ravardière de La Touche, seu lugar-tenente-geral na terra da América, desde o rio das Amazonas até a ilha da Trindade, que teria feito duas viagens diversas às Índias para descobrir portos e rios próprios para abordar e estabelecer colônias, o que teria tão felizmente sucedido que, tendo chegado naquelas bandas, tinha facilmente disposto os habitantes das ilhas do Maranhão e da terra firme adjacente vista por ele tupinambás, tabajaras e outros a buscar nossa proteção".

## Marcas deixadas no Maranhão
O sonho de uma colônia francesa no Brasil deixou algumas marcas na sociedade maranhense. Em São Luís existem logradouros e estabelecimentos comerciais com o nome dos conquistadores: bustos, o Colégio Batista com o nome de La Touche, a marca de café bastante conhecida (Café La Touche) e, na cidade, existem as Avenida Daniel de la Touche, Avenida dos Franceses, Avenida São Luís Rei de França, Palácio de La Ravardière e Palácio Henrique de La Rocque. Existe atualmente uma pretensão de fortalecer os laços entre a região e a França, incentivando inclusive o intercâmbio cultural.

## Museu Huguenote Daniel de La Touche
O Museu Huguenote Daniel de La Touche é conhecido oficialmente por Casa de Cultura Huguenote Daniel de La Touche. Está instalado em um casarão típico e histórico de São Luís, que pertenceu a Catarina Mina, situado no Beco Catarina Mina.
A proposta da Instituição é ser um museu de artes, cultura, história e memória da Fundação Francesa na Cidade de São Luís, Maranhão, Brasil. O Museu não têm vínculos governamentais e se mantém através de doações de particulares que o visitam. O objetivo do museu é fortalecer a identidade cultural franco-protestante, ou melhor, huguenote.
No interior do museu existe uma cafeteria que também ajuda na manutenção da instituição. Em 2017, o museu lançou uma marca de café chamada Huguenot’s Café.
A Logomarca do produto leva a foto de Daniel de La Touche, fundador da cidade, e é comercializado no próprio local, onde também pode ser degustado pelos visitantes.

## 400 anos depois
Em 8 de setembro de 2012, foi inaugurado em Cancale, na França, o busto de Daniel de la Touche, em comemoração aos 400 anos de São Luís.